# Associação Menina Olímpica
A Associação Meninas Campeãs é um clube brasileiro de futebol fundado em 15 de novembro de 2015 da cidade de Fortaleza, capital do estado do Ceará.

## História
A Associação Meninas Campeãs, que nasceu com o nome de Associação Menina Olímpica (AMO), foi fundado em 15 de novembro de 2015.
A Associação Menina Olímpica (AMO) foi viabilizada pela Lei de Incentivo ao Esporte (LIE), tendo como objetivo fomentar o futebol feminino na região do Ceará, e descobrir novos talentos para o esporte.
A ideia foi idealizada em 2006 pelo ex-jogador Chagas Ferreira, trabalhando com atletas de 8 a 35 anos. Como time profissional, disputa todos os campeonatos da Federação Cearense de Futebol nas categorias adulta, sub-20 e sub-17. A entidade também desenvolveu parcerias com o Fortaleza, em 2018, e com a Escola de Aprendizes Marinheiros do Ceará - EAMCE/Marinha do Brasil, de 2016 a 2018, para a formação de equipes. Do interior do Ceará, Fátima Dutra, lateral e destaque da Ferroviária, foi um dos destaques do projeto Menina Olímpica, sendo convocada pela primeira vez para a seleção brasileira feminina.
Em abril de 2018, por meio de uma parceria com o Ceará Sporting Club, é inaugurada em sua instituição a montagem de uma equipe feminina de futebol profissional.
Em 2016, no seu primeiro ano disputando o Campeonato Cearense de Futebol Feminino, conquista o estadual após vencer o Fortaleza Esporte Clube por 3 x 1 no Estádio Presidente Vargas. Ficando na terceira colocação no campeonato de 2017 e 2018.

### Núcleos
Possui núcleos nos municípios de Maracanaú, Itaitinga e Caucaia.

## Títulos
- Campeonato Cearense de Futebol Feminino: 2016[11]
- Campeonato Cearense de Futebol Feminino Sub-20: 2017, 2018[12]